# Guojiabu
Guojiabu (kinesiska: 郭家堡, 郭家堡乡) är en socken i Kina. Den ligger i provinsen Shanxi, i den norra delen av landet, omkring 25 kilometer sydost om provinshuvudstaden Taiyuan. Antalet invånare är 70 442. Befolkningen består av 36 809 kvinnor och 33 633 män. Barn under 15 år utgör 15,0 %, vuxna 15-64 år 78 %, och äldre över 65 år 5,0 %.
Genomsnittlig årsnederbörd är 630 millimeter. Den regnigaste månaden är juli, med i genomsnitt 205 mm nederbörd, och den torraste är december, med 3 mm nederbörd.